# بیل جولیان
بیل جولیان (انگلیسی: Bill Julian؛ ۱۰ ژوئیه ۱۸۶۷ – ۱۴ مارس ۱۹۵۷) بازیکن فوتبال اهل بریتانیا بود.
از باشگاه‌هایی که در آن بازی کرده‌است می‌توان به باشگاه فوتبال لوتون تاون، باشگاه فوتبال بوستون تاون، باشگاه فوتبال تاتنهام هاتسپر، باشگاه فوتبال آرسنال، و باشگاه فوتبال دارتفورد اشاره کرد.